# Кенеди (Минесота)
Кенеди (енгл. Kennedy) град је у америчкој савезној држави Минесота.

## Демографија
По попису из 2010. године број становника је 193, што је 62 (-24,3%) становника мање него 2000. године.
| Група             | 2000.       | 2010.       |
| Белци             | 238 (93,3%) | 183 (94,8%) |
| Афроамериканци    | 0 (0,0%)    | 0 (0,0%)    |
| Азијати           | 0 (0,0%)    | 2 (1,0%)    |
| Хиспаноамериканци | 17 (6,7%)   | 8 (4,1%)    |
| Укупно            | 255         | 193         |